# عطا جابر
عطا جابر (عربی: جابر عطا؛ زادهٔ ۳ اکتبر ۱۹۹۴) بازیکن فوتبال اهل اسرائیل است.
از باشگاه‌هایی که در آن بازی کرده‌است می‌توان به باشگاه فوتبال مکابی حیفا و باشگاه فوتبال بنی سخنین اشاره کرد.
وی همچنین در تیم ملی فوتبال زیر ۲۱ سال اسرائیل بازی کرده‌است.